# Мумия Абу-Джамал
Мумия Абу-Джамал (англ. Mumia Abu-Jamal, урождённый Уэсли Кук (англ. Wesley Cook), род. 24 апреля 1954 года, Филадельфия, США) — афроамериканец, бывший активист Чёрных пантер, приговорённый к смертной казни за убийство в 1981 году сотрудника полиции. Дело Абу-Джамала привлекло большое внимание, а приговор вызвал многочисленные протесты. Сторонники Абу-Джамала продолжают считать его невиновным, оспаривая также справедливость и беспристрастность судебного разбирательства и соответствие вынесенного приговора вменяемому преступлению. В 2011 году Абу-Джамал добился отмены смертного приговора и, по решению прокуратуры, остаток жизни проведёт в тюрьме без права на досрочное освобождение.

## Биография
В 9 лет Абу-Джамал потерял отца. Имя «Мумия», означающее «принц», было взято им в 1968 году в школе, когда учитель знакомил класс с африканской культурой. Новую фамилию он взял в 1971 году после рождения сына Джамала (Абу-Джамал в переводе с арабского означает «отец Джамала»). Всего у Абу-Джамала трое детей, женат он также был трижды.
В 14 лет Абу-Джамал примкнул к Чёрным пантерам. Бросил школу, работал в офисах партии в Нью-Йорке и Окленде. Однако в 1970 году покинул партию и вернулся в школу, где, впрочем, вскоре был замечен за распространением революционной литературы. После получения образования поступил на работу в местную радиостанцию. В ходе этой работы получил известность, был президентом Ассоциации чернокожих журналистов Филадельфии. Во время совершения инкриминируемого ему преступления был независимым радиожурналистом, работал также водителем такси.

## Арест
9 декабря 1981 года на одной из улиц Филадельфии офицер полиции Дэниэл Фолкнер остановил машину, принадлежащую Уильяму Куку, младшему брату Абу-Джамала. Сам Абу-Джамал находился неподалёку в своём такси. Произошла перестрелка, обстоятельства которой по-разному трактуются сторонниками и противниками Абу-Джамала. В ходе перестрелки Фолкнер был убит, а Абу-Джамал тяжело ранен и впоследствии в бессознательном состоянии доставлен в больницу полицией. Кроме него, никто не был арестован и обвинён в убийстве.

## Суд
Суд состоялся в июне 1982 года. В основу версии обвинения были положены показания свидетелей: водителя такси, который утверждал, что видел, как Абу-Джамал стреляет из пистолета, проститутки, утверждавшей, что видела, как бегущий человек стрелял в полицейского, водителя, утверждавшего, что видел похожего на Абу-Джамала человека, стрелявшим в Фолкнера, а также пешехода, видевшего, как Абу-Джамал бежит со стоянки к машине брата.
Ещё два свидетеля утверждали, что слышали, как в больнице находившийся без сознания Абу-Джамал говорил, что застрелил кого-то и надеется, что тот умер. Кроме того, на месте убийства обнаружен принадлежавший Абу-Джамалу пистолет, из которого стреляли. Пули, которыми был убит Фолкнер, идентифицированы, как выпущенные из этого пистолета.
Представители защиты отстаивали свою версию, в соответствии с которой Абу-Джамал не совершал преступления, а показания свидетелей ненадёжны. Привлечённые защитниками свидетели, в том числе поэт Соня Санчес, настаивали, что Абу-Джамал по своему характеру не мог совершить преступления. Ещё один свидетель утверждал, что, хотя он не видел момент убийства, после перестрелки заметил бегущего по улице человека. Сам Абу-Джамал в качестве свидетеля не привлекался.
Единогласным решением присяжных Абу-Джамал был признан виновным, а затем, также единогласным решением, приговорён к смертной казни.

## После суда
В 1994 году подписал контракт с 'Национальным Народным Радио' (National Public Radio) на ежемесячные трёхминутные репортажи о жизни в тюрьме для популярной ночной радиопередачи 'Взвесив все за и против' (All Things Considered). Ему не разрешили обсуждать своё судебное дело. После многочисленных протестов профсоюзов полицейских и вдовы застреленного офицера, ННР расторгло контракт и дело Абу-Джамала стало 'cause célèbre'. Комментарии его бывшей радиорубрики легли в основу книги Live From The Death Row — 'Живьём из камеры смертников' (май 1995 года), с предисловием известного писателя Джона Эдгара Вайдмана и эпилогом Элис Уокер.
В 1999 году Арнольд Беверли заявил, что это он убил офицера Фолкнера. По его словам, это было убийство по заказу коррумпированных коллег убитого, для которых Фолкнер являлся помехой. Однако показания Беверли не были использованы защитой Абу-Джамала, поскольку были сочтены ненадёжными.
Кроме того, по заявлению одного из лиц, занимавшихся частным расследованием преступления, главный свидетель обвинения отказался от своего утверждения о том, что видел Абу-Джамала во время стрельбы. Были поставлены под сомнение и показания других свидетелей. В частности утверждалось, что в том состоянии, в котором был Абу-Джамал после ранений, он не мог сделать признания, которое ему приписывалось.
Сам Абу-Джамал спустя почти 20 лет после ареста заявил, что во время происшествия сидел в своей машине. Услышав звук выстрелов, он увидел брата, кинулся к тому на помощь, после чего в него начал стрелять Фолкнер. Однако Абу-Джамал ничего не сказал о том, почему его пистолет оказался на земле и кто из него стрелял. Уильям Кук заявил в 2001 году, что не видел момент убийства.